# Isabelle Huppert
Isabelle Anne Madeleine Huppert (Paris, 16 de março de 1953) é uma atriz francesa, Conhecida por interpretar mulheres austeras e desprovidas de moralidade,  Descrita como "uma das melhores atrizes do mundo", em 2020, o The New York Times a classificou em 2º lugar em sua lista dos 25 maiores atrizes do século XXI. Ela recebeu vários prêmios , incluindo dois prêmio César, cinco prêmios Lumière, um prêmio BAFTA, três European Film Awards, dois festivais internacionais de cinema de Berlim, três festivais de cinema de Cannes e de Veneza, um Globo de Ouro e uma indicação ao Oscar ; em 2020,O New York Times a classificou em segundo lugar em sua lista dos maiores atores do século XXI.
Aclamada como uma das melhores da história do cinema francês e europeu. Vencedora de prêmios como César, BAFTA e em Cannes, além de receber indicações a inúmeros prêmios críticos e de academias, tal como a vitória do Globo de Ouro de Melhor Atriz - Drama em 2017, pelo papel de Michèle LeBlanc no filme Elle, que também lhe rendeu a primeira indicação ao Oscar na categoria de Melhor Atriz.
Huppert recebeu vários prêmios , incluindo dois prêmios César , cinco prêmios Lumières , um prêmio BAFTA , três European Film Awards, dois Festival Internacional de Cinema de Berlim , três prêmios no Festival de Cinema de Cannes e no Festival de Cinema de Veneza, um Globo de Ouro,  uma indicação ao Oscar. A primeira indicação de Huppert ao Prêmio César de Melhor Atriz Coadjuvante foi por Aloïse (1975). Ela ganhou o prêmio BAFTA de estreante mais promissor por The Lacemaker (1977). Ela ganhou dois prêmios do Festival de Cinema de Cannes de Melhor Atriz por Violette Nozière (1978) e A Professora de Piano (2001). Ela recebeu duas vezes a Coppa Volpi de Melhor Atriz por História de Mulheres (1988) e La Cérémonie (1995). Outros filmes de Huppert na França incluem Loulou (1980), La Séparation (1994), Gabrielle (2005), Amour (2012), Coisas que virão (2016) e Final feliz (2017).
Huppert ganhou sua primeira indicação ao Oscar de melhor atriz por seu papel em Elle (filme). Huppert está entre as atrizes mais prolíficas do cinema internacional. Seus filmes em inglês incluem Heaven's Gate (1980), The Bedroom Window (1987), I Heart Huckabees (2004), The Disappearance of Eleanor Rigby (2013), Louder Than Bombs (2015), Greta (2018), Frankie (2019) e Sra. Harris vai para Paris (2022).
Também prolífica atriz de teatro, Huppert é a atriz mais indicada ao Prêmio Molièrs, com nove indicações; ela recebeu um prêmio honorário em 2017. No mesmo ano recebeu o Prêmio Europa de Teatro. Ela fez sua estreia nos palcos de Londres no papel-título da peça Mary Stuart em 1996, e sua estreia nos palcos de Nova York em uma produção de 2005 de 4.48 Psychosis . Os créditos recentes de Huppert incluem Quartett (2009) , de Heiner Müller , em Nova York, The Maids (2014) , da Sydney Theatre Company , e The Mother (2019) , de Florian Zeller , em Nova York.

## Biografia
Isabelle nasceu em Paris, filha do engenheiro Raymond Huppert e da professora de inglês Annick Huppert. Filha mais nova, ela tem um irmão e três irmãs, incluindo a cineasta Caroline Huppert. Ela foi criada em Ville-d'Avray.  Seu pai era judeu austro-húngaro; sua família era de Eperjes, Reino da Hungria, Império Austro-Húngaro (agora Prešov) e Alsácia-Lorena.
Huppert foi incentivada por sua mãe a começar a atuar ainda jovem e se tornou uma estrela adolescente em Paris. Mais tarde, frequentou o Conservatoire à rayonnement régional de Versailles, onde ganhou um prêmio por sua atuação. Ela também é ex-aluna do Conservatoire national supérieur d'art dramatique (CNSAD).  Huppert é considerada uma das melhores atrizes do cinema francês de sua geração. Sua extensa filmografia é marcada por atuações inesquecíveis e colaborações com grandes diretores.
Estudou arte dramática nos conservatórios de Versalhes e Paris. No final da década de 1960 estreia no teatro e nos anos 1970 fez pequenos papéis no cinema como por exemplo Faustine et le bel été (1971), Bar de la fourche, Le (1972). O fracasso do filme americano "Nas portas do Céu" rompe seu sucesso em Hollywood e a faz voltar para Europa. Durante os anos 1980 e 90 trabalhou em um ritmo frenético sendo dirigida por famosos diretores como Jean-Luc Godard, Marco Ferreri, Claude Chabrol e Andrzej Wajda, entre outros.
Em 2001 protagonizou " A Professora de Piano", terrível história sobre uma professora de piano dominada pela mãe e com tendências sadomasoquistas. Porém em 2002 muda a história ao juntar-se com sete atrizes francesas em "8 mulheres" dirigido por François Ozon. Em 2004 realizou "Estranhas aparências" juntamente com Dustin Hoffman e Jude Law. Em 2005 foi premiada em Berlim por seu filme Gabrielle. É casada, desde 1982, com Ronald Chammah com quem tem três filhos: Lolita, nascida em 1983, Lorenzo, nascido em 1986, e Angelo, nascido em 1997. Isabelle é irmã da escritora e diretora Caroline Huppert e da atriz, escritora e diretora Elizabeth Huppert.

## Carreira
Em 1994, Huppert colaborou com o diretor americano Hal Hartley no filme Amateur, uma de suas poucas performances para o idioma Inglês desde Heaven's Gate. Também na década de 90 ela apareceu nos filmes La Cérémonie (1995) ,Rien ne va plus (1997), e Merci pour le chocolat. Ela também no longa de Michael Haneke intitulado A Professora de Piano, que é baseado em um romance de mesmo nome escrito pelo austriaco Elfriede Jelinek. Neste filme, interpretou uma professora de piano chamada Erika Kohut, que se envolve com um jovem pianista. Considerada uma de suas performances mais impressionantes, seu desempenho rendeu o prêmio de melhor atriz no Festival de Cannes. Huppert é também uma atriz de teatro aclamado, recebendo seis indicações ao Molière Award.
Isabelle Huppert é um dos Presidente do Júri no Festival de Cinema de Cannes, além disso Isabelle foi membra do Júri e Mestre de Cerimônia em anos anteriores, bem como ganhar o prêmio de Melhor Atriz por duas vezes. Como presidente, ela e seu júri concedeu a Palme d'Or para o filme A Fita Branca ao austríaco Michael Haneke. Huppert estrelou no final da temporada 11 de Law & Order: Special Victims Unit que foi ao ar em 19 de Maio de 2010. Em setembro de 2010, Philippine Daily Inquirer anunciou que ela havia sido escalado para o filme Captive pelo premiado diretor filipino Brillante Mendoza. Em 2012, ela estrelou em dois filmes que concorreram para a Palme d'Or no Festival de Cannes, em 2012. O mais relevante foi dirigido por Michael Haneke intitulado Amour. Amour foi vencedor em Cannes e venceu o Oscar de Melhor Filme Estrangeiro.
Em 2016, ela estrelou dois filmes aclamados pela crítica, o primeiro no longa da francesa Mia Hansen-Løve intitulado O que está por vir, e no novo longa metragem do holandês Paul Verhoeven Elle, que estreou em Cannes. Huppert foi aclamada pela crítica por sua atuação como Michèle LeBlanc, em Elle, tendo sido a vencedora de inúmeros prêmios internacionais como Los Angeles Film Critics Association, Boston Society of Film Critics, New York Film Critics Circle Award, Satellite Awards, London Film Critics Circle, National Society of Film Critics Award, Vancouver Film Critics Circle Award entre outros diversos prêmios críticos, além de ter sido a vencedora do Globo de Ouro de Melhor Atriz - Drama e ser uma das nomeadas ao Oscar de Melhor Atriz em 2017.

### 1971–1976: estreia como ator e primeiros papéis
Huppert fez sua estreia na televisão em 1971 com Le Prussien, e sua estreia no cinema na comédia romântica de Nina Companeez , Faustine et le Bel Été (1972). O filme foi exibido Fora de Competição no Festival de Cinema de Cannes de 1972. Também naquele ano ela interpretou Annie Smith no filme de aventura de Alain Levent, The Bar at the Crossing , e Marite no drama romântico de Claude Sautet , César e Rosalie , com a primeira estreia no Festival Internacional de Cinema de Berlim. Ela fez sua estreia no teatro interpretando Lucile em Les Précieuses ridiculariza na Comédie-Françaiseem Paris de 1971 a 1972. Mais tarde naquele ano, ela atuou em A Hunger Artist no National Theatre Daniel Sorano em Paris, seguido por uma participação no Shiraz Arts Festival.
Em 1974, ela atuou no filme de arte de Alain Robbe-Grillet, Successive Slidings of Pleasure, e no filme de fantasia de Rachel Weinberg , L'Ampélopède. Ela também ganhou notoriedade por sua aparição posterior como Suzanne na polêmica comédia de Bertrand Blier, Les Valseuses (1974). Huppert atuou ao lado de Gérard Depardieu e Jeanne Moreau.
No ano seguinte, ela atuou no drama de Yves Boisset, The Common Man (1975), que ganhou o Grande Prêmio do Júri Urso de Prata no Festival Internacional de Cinema de Berlim. Nesse mesmo ano estrelou o thriller de ação americano Rosebud (1975) dirigido por Otto Preminger. Ela atuou ao lado de Peter O'Toole e Richard Attenborough. Ela também estrelou o papel-título do filme dramático Aloïse, que estreou no Festival de Cinema de Cannes. Em 1976, ela atuou em Le Juge et l'Assassin, de Bertrand Tavernier.

### 1977–1999: avanço na carreira

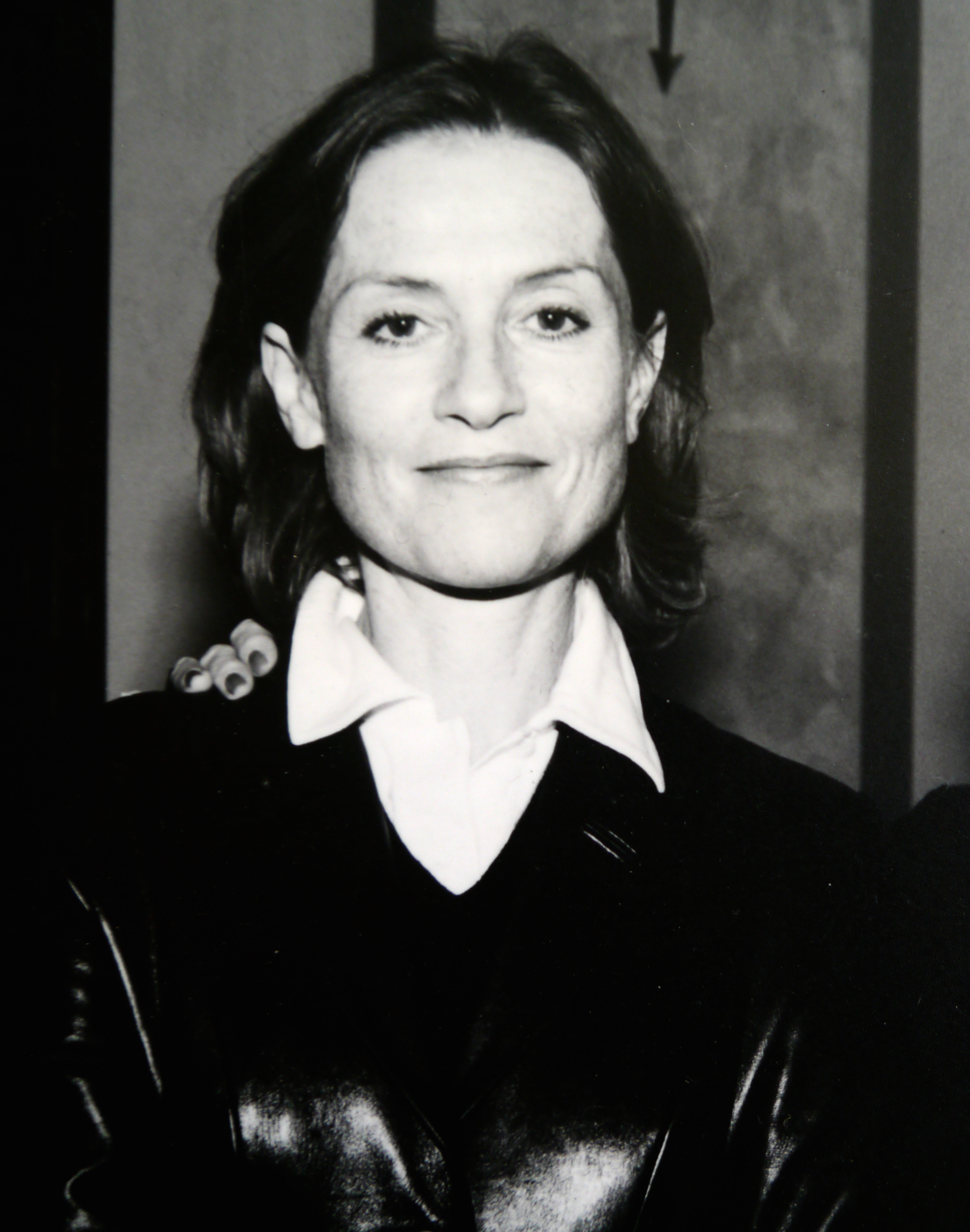
Isabelle em 1998 no Cinemania Film Festival na França.

Seu avanço internacional veio com sua atuação em La Dentelliere (1977), de Claude Goretta,  pelo qual ganhou o prêmio BAFTA de Estreante Mais Promissor em Papéis Principais no Cinema. No ano seguinte, ela foi aclamada pelo papel-título do drama policial de Claude Chabrol, Violette Nozière (1978), ganhando o Prêmio Festival de Cinema de Cannes de Melhor Atriz. Foi a primeira de sete colaborações que ela teria com o diretor Chabrol.
Ela fez sua estreia no cinema americano em Heaven's Gate (1980), de Michael Cimino, também naquele ano ela estrelou Loulou (1980), de Maurice Pialat, onde se reuniu com Gérard Depardieu. Ao longo da década de 1980, Huppert continuou a explorar personagens enigmáticos e emocionalmente distantes, principalmente em Coup de foudre (1983), de Diane Kurys, dirigido por Bertrand Tavernier, por este Isabelle recebeu uma indicação ao Prêmio César de Melhor Atriz por sua atuação. Ela atuou no thriller neo-noir de Curtis Hanson, The Bedroom Window (1987), atuando ao lado de Steve Guttenberg e Elizabeth McGovern. Ela foi aclamada por seu papel em Une affaire de femmes (1988). Em 1994, Huppert colaborou com o diretor americano Hal Hartley em Amateur, uma de suas poucas apresentações em inglês desde Heaven's Gate.
Ela foi aclamada por seu papel em La Séparation (1994), com David Parkinson, do British Film Institute, ainda interpretou uma funcionária dos correios em La Cérémonie (1995), de Claude Chabrol , pelo qual ganhou o Prêmio César de Melhor Atriz e a Coppa Volpi de Melhor Atriz.

### 2000–2015: atriz consagrada

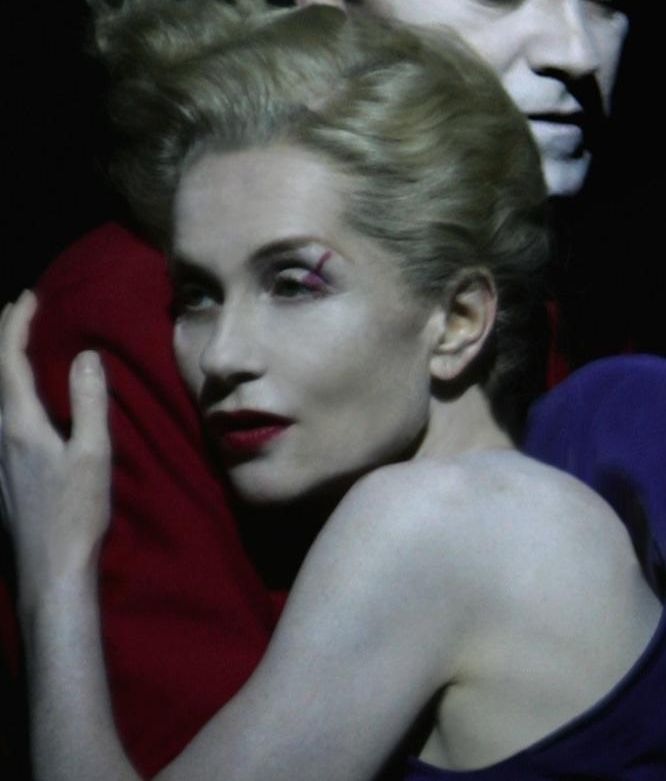
Huppert no teatro 2006.

Huppert fez sua primeira colaboração com Michael Haneke em seu filme La pianiste (2001), que é baseado em um romance homônimo (Die Klavierspielerin) da autora austríaca e ganhadora do Prêmio Nobel de Literatura em 2004, Elfriede Jelinek. Neste filme, ela interpretou uma professora de piano chamada Erika Kohut, que se envolve com um jovem pianista, Walter Klemmer. Considerada uma de suas reviravoltas mais impressionantes, sua atuação lhe rendeu o prêmio de Melhor Atriz em Cannes em 2001. Em 2002 atuou no filme musical de comédia de humor acido 8 Mulheres, dirigido por François Ozon. Em 2004, ela estrelou Minha Mãe (2004), de Christophe Honoré, como Hélène, também em 2004 sua estrela ao lado de Dustin Hoffman em I Heart Huckabees, de David O. Russell.
Huppert também é uma aclamada atriz de teatro, recebendo sete indicações ao Prêmio Molière, inclusive pelo papel titular em uma produção parisiense de Medeia em 2001 , dirigida por Jacques Lassalle, [24] e em 2005, no Odéon-Théâtre de l'Europe em Paris. Huppert foi Presidente do Júri no 62º Festival de Cinema de Cannes, em maio de 2009. Ela foi Membro do Júri e Mestre de Cerimônia em anos anteriores, além de ganhar duas vezes o Prêmio de Melhor Atriz. Como presidente, ela e seu júri concederam a Palma de Ouro a The White Ribbon, do diretor austríaco Michael Haneke, que a dirigiu em The Piano Teacher e Time of the Wolf. Huppert estrelou o final da 11ª temporada de Law & Order: Special Victims Unit, que foi ao ar em 19 de maio de 2010. Em setembro de 2010, o Philippine Daily Inquireranunciou que havia sido escalada para o filme Captive, do diretor filipino Brillante Mendoza. Huppert interpretou um dos reféns dos sequestros de Dos Palmas.
Em 2012, ela estrelou dois filmes que concorreram à Palma de Ouro no Festival de Cinema de Cannes de 2012: Amour , de Michael Haneke , e Dareun Naraeseo , de Hong Sang-soo, com o primeiro ganhando o prêmio principal. Em 2013, ela co-estrelou The Maids, de Jean Genet , com Cate Blanchett e Elizabeth Debicki e dirigido por Benedict Andrews. Em agosto de 2014, a produção fez uma turnê em Nova York.

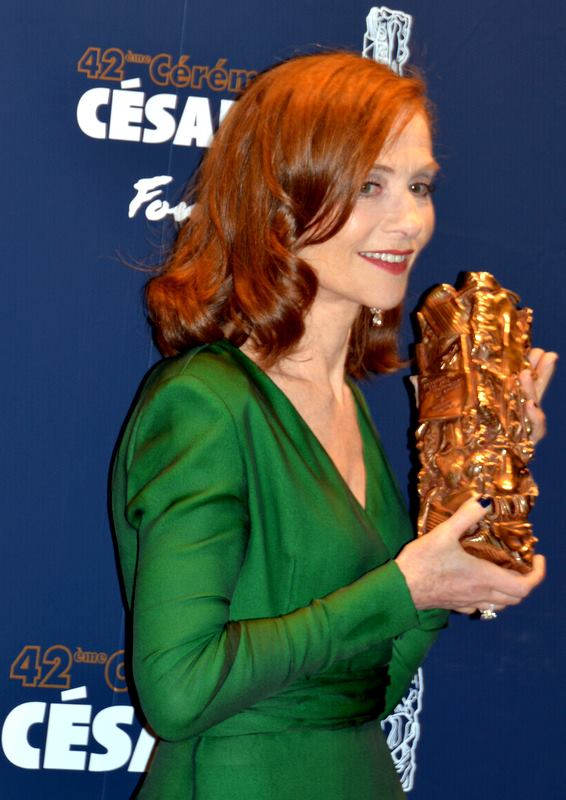
Isabelle no Premio Cesar em 2017.

### 2016 – 2020;Elle, indicação ao Oscar, aclamação contínua
Em 2016, ela estrelou dois filmes que receberam ampla aclamação da crítica: Things to Come , de Mia Hansen-Løve , que estreou na Berlinale , e Elle , de Paul Verhoeven , que estreou em Cannes. Nick James, do British Film Institute , escreveu: "Isabelle Huppert oferece uma das performances mais fascinantes de sua carreira... recusando-se a bancar a vítima em um thriller desafiador e sinuoso que busca subverter as expectativas do tradicional drama de vingança". Entre outros prêmios e indicações, ela ganhou o National Society of Film Critics Awards, New York Film Critics Circle Awards e Associação de Críticos de Cinema de Los Angeles de Melhor Atriz para ambos os filmes. Por sua atuação em Elle , Huppert ganhou vários prêmios, incluindo o Globo de Ouro, Prêmio César de Melhor Atriz , Gotham Independent Film Awards, e o Independent Spirit Awards de Melhor Atriz. Além disso, ela foi indicada ao Oscar de melhor atriz e ao Critics' Choice Movie Awards de Melhor Atriz.
Em 2018, ela atuou como ela mesma na série de comédia francesa Call My Agent! e como Jacqueline na série Amazon Prime de Matthew Weiner, The Romanoffs. Durante esse tempo, ela atuou em Happy End de Michael Haneke (2017), Greta de Neil Jordan (2018), Frankie de Ira Sachs ( 2019), EO de Jerzy Skolimowski (2021) e Mrs. para Paris (2022).

### 2020 - Presente; Trabalho Continuo
Os créditos recentes de Huppert incluem EO de Jerzy Skolimowski e Mrs. Harris Goes to Paris de Anthony Fabian (ambos lançados em 2022), bem como The Sitting Duck, que foi lançado nos cinemas em 2023 após ter estreado no Festival Internacional de Cinema de Veneza em 2022. Em 2024, ela estrelou sua terceira colaboração com Hong Sang-soo em A Traveler's Needs, que competiu no Festival de Cinema de Berlim de 2024, onde ganhou o Grande Prêmio do Júri.
No palco, Huppert estrelou as seguintes peças The Glass Menagerie como Amanda Wingfield, dirigida por Ivo van Hove (2022), The Cherry Orchard como Lyubov, dirigida por Tiago Rodrigues (2023). Ambas as produções renderam a Huppert indicações de Melhor Atriz em uma Peça no Prêmio Molière. Seus outros créditos no palco incluem uma reinterpretação de Bérénice (2024) de Jean Racine, dirigida por Romeo Castelluci no Théâtre de la Ville em Paris; e como Mary, Queen of Scots na peça experimental Mary Said What She Said (2019-) dirigida por Robert Wilson, que fez turnês em muitas cidades europeias selecionadas.
Huppert também é embaixadora global da linha de moda de luxo Balenciaga. Em 2024, Huppert presidiu como Presidente do Júri da competição principal da 81ª edição do Festival de Cinema de Veneza.

## Elogios
Huppert é descrita como a 'Dama do Cinema Frances",e a melhor atriz francesa em atividade. Seu trabalho em Elle de Paul Verhoeven recebeu ampla aclamação da crítica, junto a sua atuação em Oque ainda Esta por Vir rendendo a ela o 1° lugar em inúmeros lugares das as melhores atuações do ano de 2016.
Sua contribuições para o cinema Europeu e mundial são amplamente reconhecidas, sendo a própria, uma das únicas juradas anuais do Festival de Cannes, sucessivamente ela aparece como uma das atrizes homenageadas pelas contribuições da mesma para o cinema e também pela forma que Huppert trata suas personagens, contradizendo e indo totalmente fora dos padrões cinematográficos norte-americanos.
Huppert já apareceu em mais de 110 filmes desde sua estreia em 1971. Ela é a atriz mais indicada para o Prêmio César, com 16 nomeações. Ela ganhou duas vezes o Prêmio César de Melhor Atriz. Huppert foi nomeada Chevalier do Ordre national du Mérite em 1994 e foi promovida a Officier em 2005. Foi nomeada Chevalier da Legião de Honra em 1999 e foi promovido a Officer em 2009.
A primeira nomeação ao César de Huppert foi para o filme Aloïse de 1975. Em 1978 ganhou o Prêmio BAFTA para o ator/atriz mais promissor. Ela ganhou dois prêmios de Melhor Atriz no Festival de Cinema de Cannes, um por Violette Nozière (1978) e La pianiste (2001), bem como duas Copas Volpi para Melhor Atriz no Festival de Cinema de Veneza, por Story of Women (1988) e La Cérémonie.
Em 2016, Huppert obteve aclamação internacional por sua atuação em Elle, pelo qual ganhou um Globo de Ouro, e uma indicação para o Oscar de Melhor Atriz além de ter ganho inúmeros outros prêmios da crítica. Em 2016, Huppert estrelou a produção teatral de Phèdre(s) de Krzysztof Warlikowski, que percorreu a Europa e também o BAM em Nova York.

## Prêmios e indicações

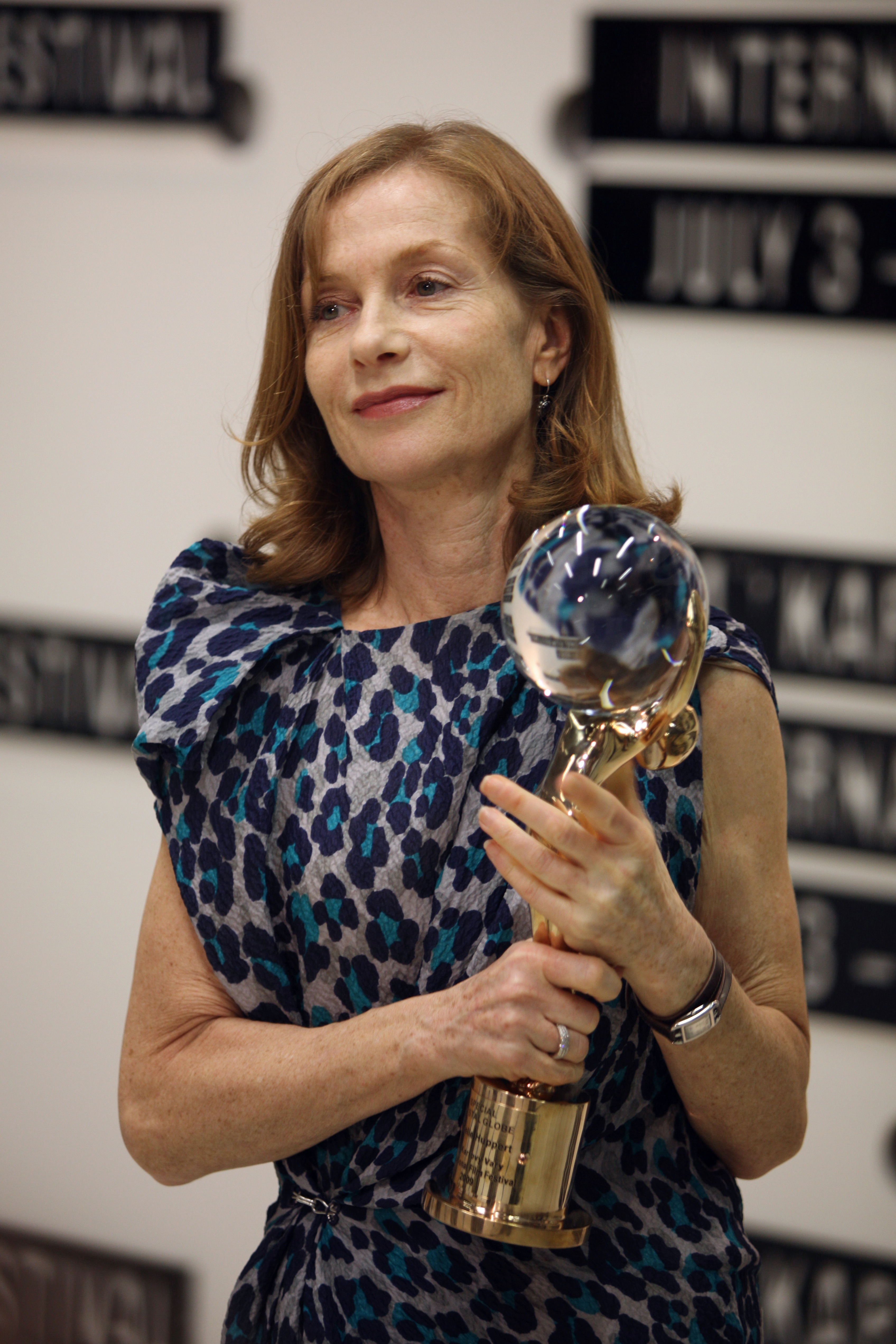
Huppert com o prêmio Special Crystal Globe por uma contribuição artística excepcional ao cinema mundial no 44º Festival Internacional de Cinema de Karlovy Vary.

Ela foi nomeada 16 vezes para o Prêmio César,ganhando como Melhor Atriz duas vezes:em 1996 por seu trabalho em La Cérémonie (1995) e em 2017 por seu papel em Elle (2016). Ela é uma das únicas quatro mulheres que ganharam duas vezes o prêmio de Melhor Atriz no Festival de Cinema de Cannes: em 1978 por seu papel em Violette Nozière e em 2001 por La pianiste.
Ela também é uma das três únicas mulheres que receberam duas vezes o Copa Volpi para Melhor Atriz no Festival de Cinema de Veneza: em 1988 por Une affaire de femmes e em 1995 por La Cérémonie. Huppert foi duas vezes eleita como Melhor Atriz no European Film Awards: em 2001 por La pianiste, e em 2002 com o elenco inteiro de 8 Mulheres.
Huppert ganhou um Prêmio Globo de Ouro de Melhor Atriz em um filme - Drama e recebeu uma indicação para o Oscar de Melhor Atriz pelo seu trabalho em Elle.

## Legado

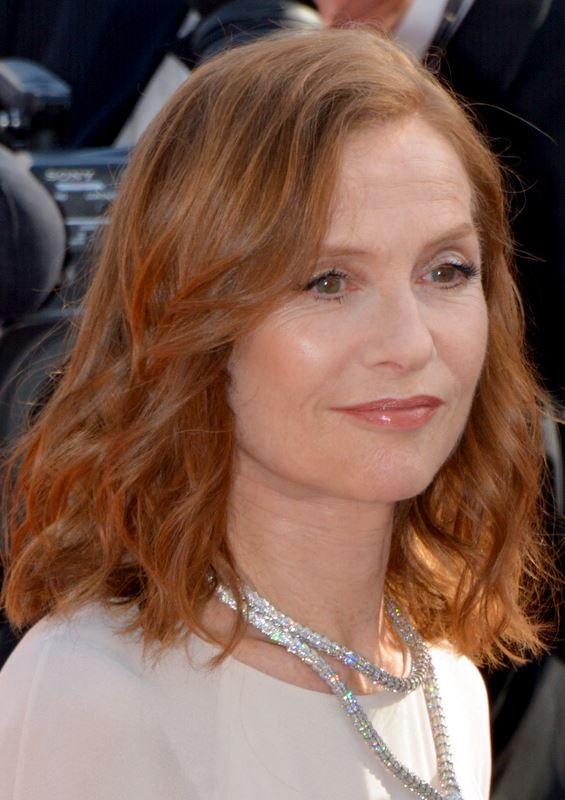
Huppert em 2017 no Cannes Film Festival.

Huppert detém o recorde de atriz com mais filmes inscritos na competição oficial do Festival de Cinema de Cannes. Até 2022, ela teve 22 filmes na competição principal e um total de 29 filmes exibidos no festival. As frequentes aparições de Huppert em Cannes a levaram a ser apelidada de "a rainha de Cannes" pelos jornalistas. Em 2020, o The New York Times a classificou em 2º lugar em sua lista dos 25 maiores atrizes do século XXI.
David Thomson sobre Madame Bovary de Claude Chabrol : "[Huppert] deve ser considerada uma das atrizes mais talentosas do mundo hoje, mesmo que ela pareça aquém da paixão ou agonia de sua contemporânea, Isabelle Adjani." Stuart Jeffries do The Observer em A Professora de Piano: "Esta é certamente uma das maiores performances da já ilustre carreira de ator de Huppert, embora seja muito difícil de assistir." Diretor, Michael Haneke: "[Huppert] tem tanto profissionalismo, a maneira como ela é capaz de representar o sofrimento.  De um lado, você tem o extremo de seu sofrimento e, em seguida, você tem seu intelectualismo gelado. Nenhum outro ator pode combinar os dois. Sobre sua atuação em Hidden Love de 2007, Roger Ebert disse: "Isabelle Huppert faz um bom filme após o outro ... ela é destemida. Os diretores geralmente dependem de seu dom para transmitir depressão, compulsão, egoísmo e desespero. Ela pode ser engraçada e charmosa, mas muitos atores também podem. Ela está no comando completo de um rosto que considera o vazio com vacuidade. Em 2010, ST VanAirsdale a descreveu como "indiscutivelmente a maior atriz de cinema do mundo".
O trabalho de Huppert em Elle e Things to Come liderou o ranking da lista de reprodução de "As 25 melhores performances de 2016", afirmando: "Ela percorre a gama emocional de um filme para o outro, carnal, selvagem, quebrada, apática, invulnerável, mas exposta , uma mulher à beira do colapso que se recusa a sucumbir às suas instabilidades. A carreira de Huppert se estende por quatro décadas e mudanças, além de uma pilha de prêmios e elogios, mas com Elle e Things To Come, ela pode estar tendo seu melhor ano até agora."

## Filmografia

### Filmografia selecionada
| Ano  | Titulo                  | papel             | Notas |
| ---- | ----------------------- | ----------------- | --- |
| 1978 | Violette Nozière        | Violette Nozière  | Prêmios Festival de Cannes de Melhor Atriz Principal Indicações Prêmio César de Melhor Atriz Principal |
| 1988 | Story of Women          | Marie             | Prêmios Volpi Cup de Melhor Atriz Principal Indicações Prêmio César de Melhor Atriz Principal David di Donatello de Melhor Atriz Principal |
| 1995 | La Cérémonie.           | Jeanne Meyer      | Prêmios Volpi Cup de Melhor Atriz Principal Prêmio César de Melhor Atriz Principal Lumière de Melhor Atriz Principal |
| 2001 | A Professora de Piano   | Erika Kohut       | Prêmios Festival de Cannes de Melhor Atriz Principal European Film Award de Melhor Atriz Principal San Diego Film Critics Society de Melhor Atriz Principal Indicações Prêmio César de Melhor Atriz Principal Online Film Critics Society de Melhor Atriz Principal Toronto Film Critics Association de Melhor Atriz Principal |
| 2002 | 8 Femmes                | Augustine Arièle  | |
| 2012 | Amor                    | Eva               | Indicações Prêmio César de Melhor Atriz Principal London Film Critics' Circle de Melhor Atriz Principal |
| 2016 | Oque ainda Está por Vir | Nathalie Chazeaux | |
| 2016 | Elle                    | Michele Lèblanc   | Prêmios Globo de Ouro de melhor atriz em filme Dramático César de melhor atriz principal Satellite Award de melhor atriz London Film Critics Circle de melhor atriz Los Angeles Film Critics Association Award de melhor atriz New York Film Critics Circle Awards de melhor atriz Gotham Awards de melhor atriz Boston Society of Film Critics de melhor atriz San Francisco Film Critics Circle de melhor atriz Independent Spirit Awards de melhor atriz Santa Barbara International Film Festival de melhor atriz St. Louis Gateway Film Critics Association de melhor atriz Indicações Oscar de melhor atriz(principal) Austin Film Critics Association de melhor atriz Critics' Choice Award de melhor atriz National Society of Film Critics de melhor atriz Online Film Critics Society Award de melhor atriz Boston Society of Film Critics de melhor atriz Chicago Film Critics Association Awards de melhor atriz Empire Awards, UK de melhor atriz Florida Film Critics Circle Awards de melhor atriz Las Vegas Film Critics Society Awards de melhor atriz Sociedade Nacional de Críticos Film Awards de melhor atriz New York Film Critics Circle Awards de melhor atriz Saturn Awards de Melhor Atriz Principal North Texas Film Critics Association de Melhor Atriz Principal Kansas City Film Critics Circle Award de Melhor Atriz Principal London Film Critics Circle de Melhor Atriz Principal Online Film Critics Society de Melhor Atriz Principal< Phoenix Film Critics Society de Melhor Atriz Principal Santa Barbara International Film Festival de Melhor Atriz Principal Oklahoma Film Critics Circle de Melhor Atriz Principal Austin Film Critics Association de Melhor Atriz Principal Denver Film Critics Society de Melhor Atriz Principal Detroit Film Critics Society de Melhor Atriz Principal Nevada Film Critics Society de Melhor Atriz Principal St. Louis Gateway Film Critics Association de Melhor Atriz Principal Utah Film Critics Association de Melhor Atriz Principal Iowa Film Critics de Melhor Atriz Principal North Texas Film Critics Association de Melhor Atriz Principal Florida Film Critics Circle Awards de Melhor Atriz Principal |